# Стрикленд (река)
Стрикленд (англ. Strickland) — река на острове Новая Гвинея. Река протекает по территории Западной провинции Папуа — Новой Гвинеи. Впадает в реку Флай, являющейся второй по длине, после реки Сепик, рекой этой страны;
Исток реки находится в Центральном Хребте на высоте примерно в 3000 м. Течёт в южном, а затем в юго-западном направлении, впадая в реку Флай, являясь её крупнейшим притоком.
Пангерское золотоносное месторождение, разрабатываемое компанией Barrick Gold, находится недалеко от реки Стрикленд. Разработка этого карьера вызвала сильные протесты населения и экологических организаций, особенно после того как с 1992 года компания сваливала все отходы, включая террикон, в реку.